# Les Enfants d'abord
Pour les articles homonymes, voir Les enfants d'abord.
Les Enfants d'abord est un essai français de Christiane Rochefort paru en 1976.

## Contexte
Cet essai paraît dans la période de mouvance post-Mai 68 qui remet en cause l'éducation, l'école, et la place des enfants dans la société. En 1971 paraissait Une société sans école d'Ivan Illich, en 1974 Le Bon Sexe illustré de Tony Duvert et en 1977, paraît le livre de Bertrand Boulin La Charte des enfants. La visée politique libertaire de Christiane Rochefort est évidente, sur la couverture du livre on lit cette citation « De tous les opprimés doués de parole, les enfants sont les plus muets. ».
Le titre Les Enfants d'abord a été repris pour une association de familles non-scolarisantes en 1988 : Les enfants d'abord (association).

## Résumé
Le livre développe en quinze chapitres, les différents aspects de l'oppression subie par les enfants. Sur un ton incisif et subversif, l'auteure s'attaque aux institutions qui parlent à la place des enfants et les formatent aux besoins de l'ordre productif, en premier lieu les parents. Elle se place pour cela dans la position d'ancien enfant. Fidèle aux thèmes développés dans ses romans et avec une vision libertaire, elle stigmatise la société oppressive, le système capitaliste, la religion et la morale sexuelle.

### Citations
- « Le Capitalisme sépare les tranches d’âge, de revenus, de cultures, etc. Il quadrille le peuple » (p.27)
- « L’oppression des enfants est première, et fondamentale. Elle est le moule de toutes les autres. » (p.41)
- « Si les chenilles avaient des analystes elles ne deviendraient jamais des papillons. » (p.69)
- « L’avis des enfants sur le principe même du « tort » qu’ils souffriraient n’est ni requis ni reçu. Quant aux dommages dont eux pourraient se plaindre, ils ne figurent pas dans les textes. Tels : abus de pouvoir, abus de confiance, chantage, cruauté mentale ; privation de liberté, mutilations invisibles, corporelles et mentales, refus d’assistance, exploitation. Et détournement de mineur, justement, lorsqu’eux-mêmes s’estimeraient détournés, par l’endoctrinement scolaire ou des médias, l’orientation professionnelle contraire aux désirs. Et incitation à la débauche, donc ! puisque toute la société bourgeoise : compétition, écrasement du faible, violence, profit comme religion, incontinence consommatrice, agressivité, moi d’abord, hypocrisie payante, exploitation, séduction intéressée, combine, on en oublie, toute la société bourgeoise n’est qu’une vaste incitation à la débauche. Mais pas gaie. » (page 104-105).

## Éditions
- Les Enfants d'abord, Bernard Grasset, collection Enjeux (direction Bernard-Henri Lévy), 1976, 192 p.  (ISBN 2-246-00304-0)
- Les Enfants d'abord, Bernard Grasset, 1983, réédition en format poche, 192 p.  (ISBN 2-246-00988-X)